# Busstation Van Knobelsdorffplein
Het busstation Van Knobelsdorffplein in Drachten bevindt zich onder een parkeergarage aan het plein met dezelfde naam. Voordat dit station op 10 maart 1992 in gebruik werd genomen, was op die plek de bushalte Drachten Berglaan.

## Geschiedenis
Het tramstation van de Tramlijn Drachten - Groningen die tot 1948 bestond stond in Drachten ongeveer op de plek waar nu het voorplein van Schouwburg De Lawei is.
Eerder vertrokken alle bussen in Drachten vanaf Busstation Noord, maar dit station is sinds 13 december 2009 gesloten.
Vanaf het Knobelsdorffplein zijn er directe busverbindingen naar onder andere Assen, Groningen, Heerenveen, Leeuwarden, Oosterwolde en Emmeloord. Drachten is een van de weinige grotere plaatsen in Nederland zonder een trein- of metrostation.
In 2015 is gestart met de bouw van een nieuw busstation, Drachten Transferium Oost, aan de Ureterpvallaat. Dit nieuwe station heeft de functie van overstappunt overgenomen van het Van Knobelsdorffplein. Sinds eind 2016 beginnen en eindigen de buslijnen niet meer bij het Van Knobelsdorffplein, maar bij het transferium in Drachten-Oost. De opening van dit nieuwe busstation viel samen met de start van de nieuwe concessie Zuidoost-Fryslân en Wadden, die gewonnen was door Arriva. Het Van Knobelsdorffplein bleef bestaan en is veranderd van een perronbusstation in een vernieuwd eilandbusstation met zes perrons. De belangrijkste functie als overstappunt is verplaatst naar het nieuwe busstation.